# Апиоза
Апиоза е монозахарид с разклонена верига, чиито остатъци участват в изграждането на галактуронановия тип на пектините.
Апиоса 1-редуктазата използва D-апиитол и НАД+ за синтеза на D-апиоза.